# FHL3
FHL3 (англ. Four and a half LIM domains 3) – білок, який кодується однойменним геном, розташованим у людей на короткому плечі 1-ї хромосоми. Довжина поліпептидного ланцюга білка становить 280 амінокислот, а молекулярна маса — 31 192.
| 10         |  | 20         |  | 30         |  | 40         |  | 50         |
| ---------- |  | ---------- |  | ---------- |  | ---------- |  | ---------- |
| MSESFDCAKC |  | NESLYGRKYI |  | QTDSGPYCVP |  | CYDNTFANTC |  | AECQQLIGHD |
| SRELFYEDRH |  | FHEGCFRCCR |  | CQRSLADEPF |  | TCQDSELLCN |  | DCYCSAFSSQ |
| CSACGETVMP |  | GSRKLEYGGQ |  | TWHEHCFLCS |  | GCEQPLGSRS |  | FVPDKGAHYC |
| VPCYENKFAP |  | RCARCSKTLT |  | QGGVTYRDQP |  | WHRECLVCTG |  | CQTPLAGQQF |
| TSRDEDPYCV |  | ACFGELFAPK |  | CSSCKRPIVG |  | LGGGKYVSFE |  | DRHWHHNCFS |
| CARCSTSLVG |  | QGFVPDGDQV |  | LCQGCSQAGP |  |            |  |            |

A: Аланін

C: Цистеїн

D: Аспарагінова кислота

E: Глутамінова кислота

F: Фенілаланін

G: Гліцин

H: Гістидин

I: Ізолейцин

K: Лізин

L: Лейцин

M: Метіонін

N: Аспарагін

P: Пролін

Q: Глутамін

R: Аргінін

S: Серин

T: Треонін

V: Валін

W: Триптофан

Задіяний у такому біологічному процесі як ацетиляція. 
Білок має сайт для зв'язування з іонами металів, іоном цинку.